# Urgent (canción de Foreigner)
«Urgent» es una canción interpretada por la banda de rock británico-estadounidense Foreigner. Escrita por Mick Jones, fue lanzada como primer sencillo de su álbum de estudio 4 en junio de 1981.
En Estados Unidos alcanzó el puesto 4 en la lista Billboard Hot 100, ocupando ese lugar durante todo el mes de septiembre y el número 1 en la lista Billboard Rock Tracks, posición que mantuvo durante cuatro semanas.
Llegó al número 1 en la lista RPM Top Singles de Canadá en septiembre de 1981 y al puesto 20 en Suecia en marzo de 1982. En Australia alcanzó el puesto 24 en noviembre de 1981, permaneciendo en el Top 50 durante 24 semanas. En el Reino Unido, la canción alcanzó el puesto 54 en su primer lanzamiento en 1981. 

## Posicionamiento en listas
| Lista (1981)                                | Máxima posición |
| ------------------------------------------- | --------------- |
| Alemania (Offizielle Deutsche Charts)       | 12              |
| Australia (Kent Music Report)               | 24              |
| Canadá (RPM Top Singles)                    | 1               |
| Estados Unidos (Billboard Hot 100)          | 4               |
| Estados Unidos (Billboard Mainstream Rock)  | 1               |
| Estados Unidos (Billboard Dance Club Songs) | 32              |
| Reino Unido (UK Singles Chart)              | 54              |
| Sudáfrica (Springbok Radio)                 | 1               |
| Suecia (Sverigetopplistan)                  | 20              |
| Suiza (Schweizer Hitparade)                 | 84              |

## Versión de Shannon
La cantante estadounidense Shannon grabó una versión de la canción para su álbum de 1985 Do You Wanna Get Away. Fue el cuarto sencillo del álbum, alcanzando el número 68 durante dos semanas en la lista de Billboard Hot Black Singles en noviembre y diciembre de 1985. 

### Lista de canciones
sencillo 12"
1. "Urgent" - 5:10
2. "Do You Wanna Get Away" - 4:54

### Posicionamiento en listas
| Lista (1985)                                 | Máxima posición |
| -------------------------------------------- | --------------- |
| Estados Unidos (Billboard Hot Black Singles) | 68              |
| Reino Unido (UK Singles Chart)               | 84              |